# Stražanac
Stražanac je naselje u Republici Hrvatskoj, u sastavu općine Končanica, Bjelovarsko-bilogorska županija.

## Zemljopis
Stražanac je smješten oko 7 km zapadno od Končanice, susjedna sela su Daruvarski Brestovac na istoku i Imsovac na jugozapadu.

## Stanovništvo
Prema popisu stanovništva iz 2011. godine, naselje je imalo 142 stanovnika te 51 obiteljsko kućanstvo.
| broj stanovnika |       |       |       |       |       |       | 203   | 376   | 405   | 458   | 475   | 346   | 260   | 185   | 168   | 142   | 97    |
|                 | 1857. | 1869. | 1880. | 1890. | 1900. | 1910. | 1921. | 1931. | 1948. | 1953. | 1961. | 1971. | 1981. | 1991. | 2001. | 2011. | 2021. |